# Passage de Beaujolais
Le passage de Beaujolais est une voie du 1er arrondissement de Paris, en France.

## Situation et accès
Le passage de Beaujolais est situé dans le 1er arrondissement de Paris. Il débute au 47, rue de Montpensier et se termine au 52, rue de Richelieu.

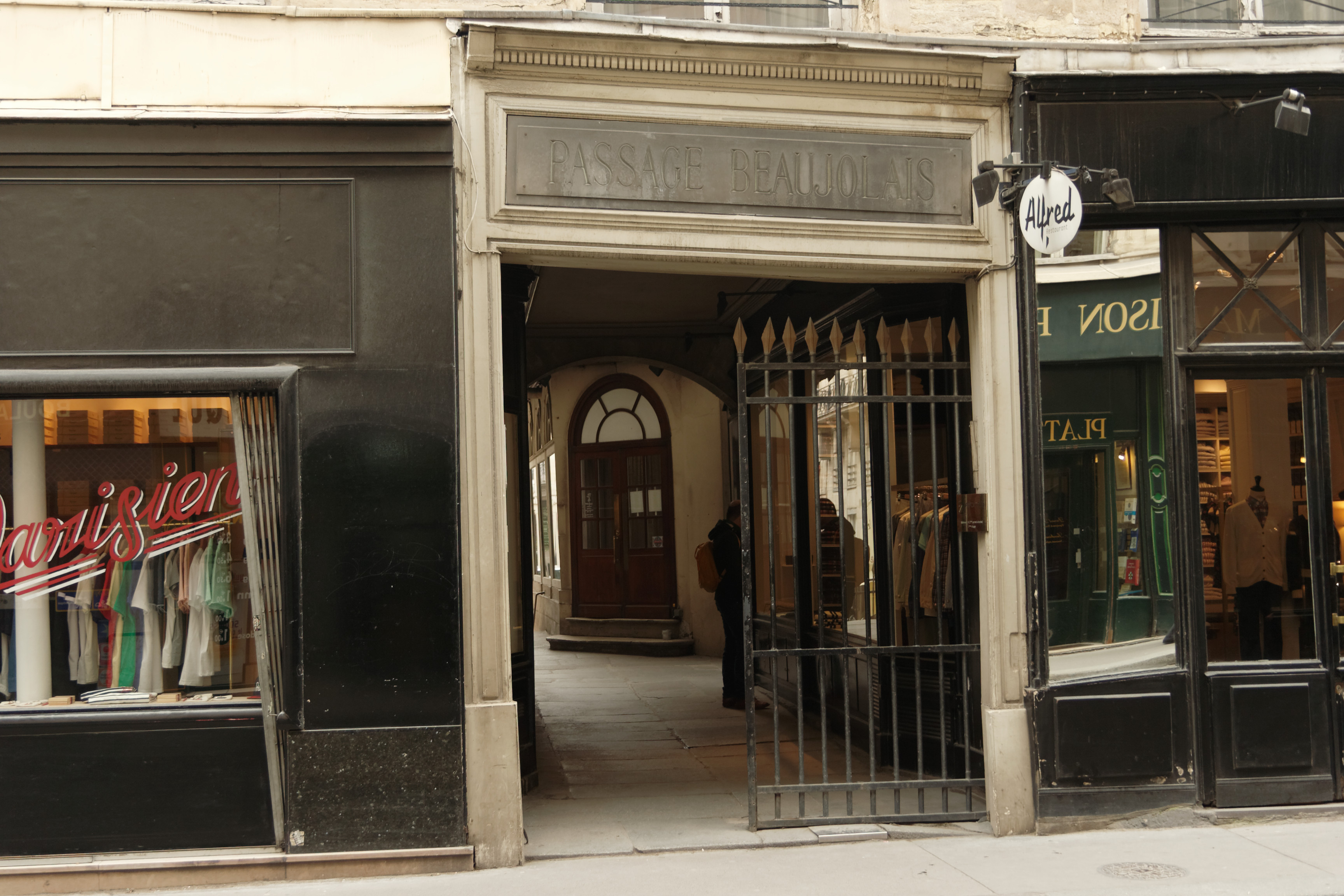
Passage de Beaujolais, Paris. Entrée côté rue de Richelieu.

## Origine du nom
Comme la rue de Beaujolais, ce passage porte le nom du comte de Beaujolais (1779-1808), nom d'un fils du duc d'Orléans.

## Historique
Le passage est créé en 1812. Il permet aux habitants de la rue de Richelieu de se rendre plus rapidement au jardin du Palais-Royal.

## Pour approfondir